# Ligne de tramway 305/1
Pour les articles homonymes, voir Ligne 305.
Ne doit pas être confondu avec Ligne de tramway 305/2.
La ligne 305/1 est une ancienne ligne de tramway vicinal de la Société nationale des chemins de fer vicinaux (SNCV) qui reliait Aarschot à Tirlemont.

## Histoire
15 septembre 1897 : mise en service entre la gare d'Aarschot et Tielt-Winge.
21 janvier 1989 : prolongement de Tielt-Winge à la gare de Tirlemont.
16 mai 1953 : suppression.

## Infrastructure

### Dépôts et stations
Nom : (gare) : quand le dépôt ou la station est accolé ou proche d'une gare.
Type : D : dépôt , S : station , Sf : si la station sert de gare douanière à la frontière , Sp : si la station est établie dans un bâtiment privé le plus souvent un café ou plus rarement une habitation privée.
| Illustration | Nom             | Type | Commune  | Localisation                | État                | Remarques |
| ------------ | --------------- | ---- | -------- | --------------------------- | ------------------- | --------- |
|              | Aarschot (gare) | DS   | Aarschot | 50° 58′ 55″ N, 4° 49′ 23″ E | En service De Lijn. |           |

Autres dépôts utilisés par la ligne situés sur des lignes connexes : Tirlemont.

## Exploitation

### Horaires
Tableaux : 305 (1931), numéro de tableau partagé entre les lignes 305/1 et 305B.